# Carlos Vidal
Carlos Vidal Lepe (* 24. Februar 1902 in Valdivia; † 7. Juni 1982 in Penco) war ein chilenischer Fußballspieler.

## Verein
1933 gehörte Vidal, der auf der Position des Stürmers spielte, der Mannschaft von Atletico Italiano Schwager an. Die Mannschaft unternahm in diesem Jahr die gira por las tres Américas, eine rund 10-monatige Reise von Santiago bis New York, um gegen Vereine aus verschiedenen Ländern Partien auszutragen. Mindestens in den Jahren 1934 und 1935 spielte er in der chilenischen Primera División für CD Magallanes. In diesen beiden Jahren, in denen sein Team jeweils Meister wurde, stehen sechs erzielte Tore für ihn zu Buche.

## Nationalmannschaft
Er war Mitglied der chilenischen Fußballnationalmannschaft und nahm mit ihr an der ersten Fußball-Weltmeisterschaft 1930 teil. Dort kam er in allen drei Spielen seiner Mannschaft zum Einsatz und erzielte dabei zwei Treffer. 1935 gehörte er auch zum Aufgebot beim Campeonato Sudamericano und absolvierte alle drei Spiele bei diesem Turnier.

## Erfolge
- Asociación de Football de Santiago: 1930
- 2× Chilenischer Meister: 1934, 1935